# Abbazia di Saint-Pierre-les-Dames
L'abbazia di Saint-Pierre-les-Dames era un'antica abbazia benedettina femminile di Reims ora scomparsa. La sua fondazione è attribuita a San Remigio, all'inizio del VI secolo e le prime costruzioni significative a San Nivardo nel secolo successivo.

## Storia

### Medioevo
Il primo monastero femminile di Reims, dovuto a Santa Clotilde e San Remigio, risale agli inizi del VI secolo. Fu probabilmente li che San Beuve iniziò la sua carriera religiosa un secolo dopo con l'appoggio del fratello San Baudry. Essendo questo monastero fuori le mura, fece costruire una casa intramurale per proteggere le monache dagli attacchi. Intorno al 655, San Nivardo, vescovo di Reims e cognato di Childerico II, ricostruì l'abbazia dedicata alla Vergine e a San Pietro.
Alla sua morte, suo fratello, San Gomberto, fondò un altro monastero di Saint-Pierre, anch'esso femminile, in un'altra estremità della città chiamato monastero di sotto rispetto al precedente. Nonostante il lavoro dedicato alla questione, gli storici faticano ancora a dissociare i destini delle due istituzioni. Tuttavia, la storia conserva solo un'abbazia di Saint-Pierre tra le tre abbazie benedettine di Reims nel Medioevo accanto a quelle di San Remigio e San Nicasio entrambe maschili.
Nonostante queste incertezze, le fonti concordano nel nominare Santa Beuve, poi sua nipote Santa Doda come le prime due badesse del monastero.

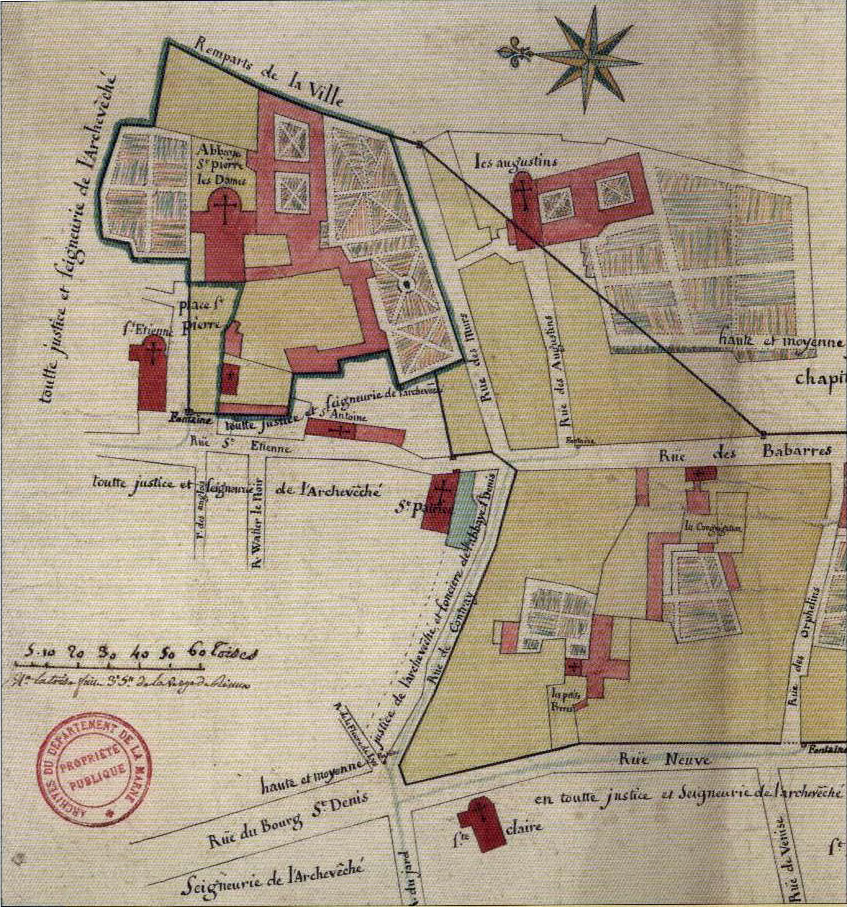
Nell'angolo in alto a sinistra: il recinto dell'abbazia su pianta del 1776, archivio dipartimentale della Marna.
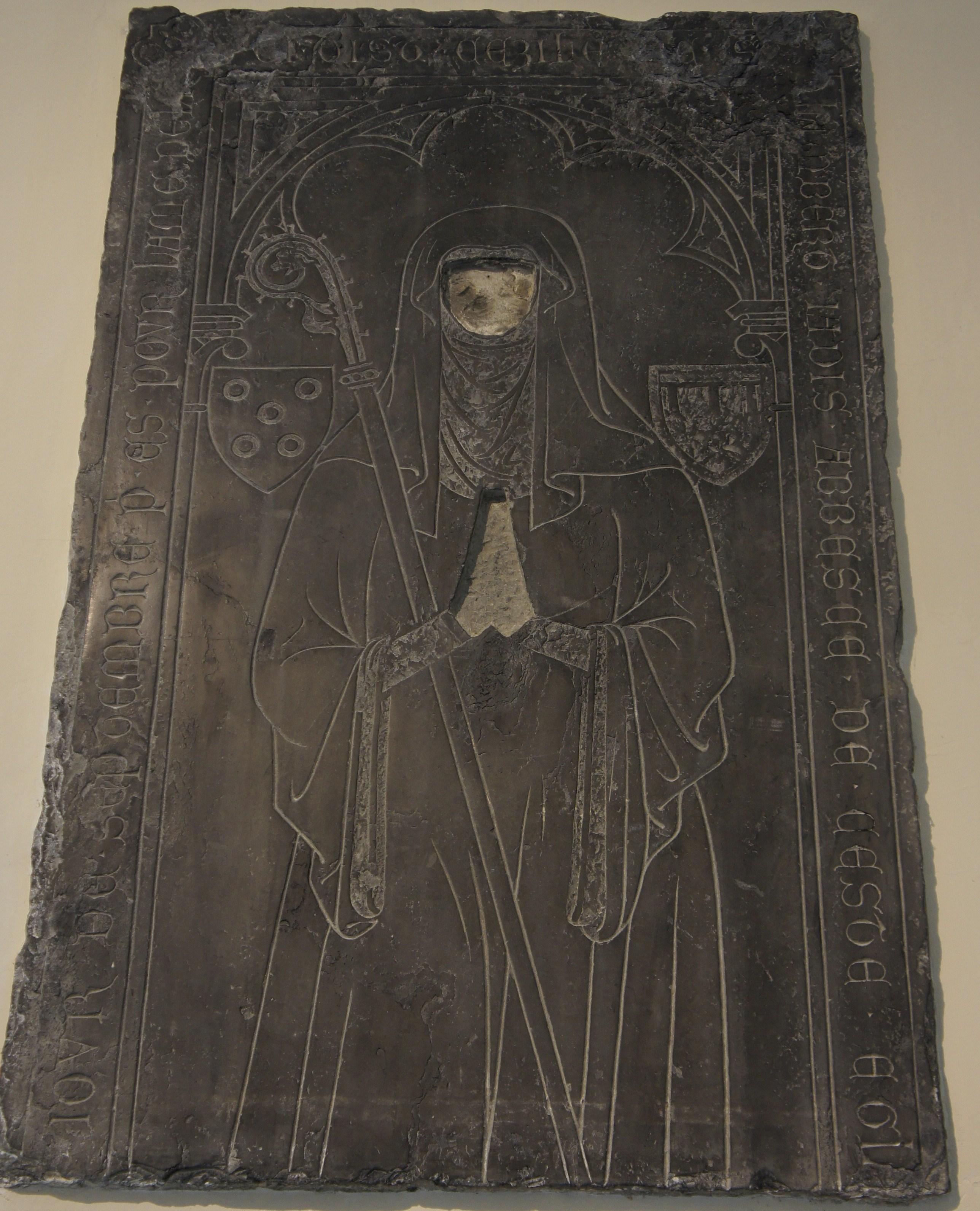
Stele di Cécile de Saint-Lambert, morta il 13 settembre 1340, Museo Saint-Remi a Reims.

### Tempi moderni
Il corpo di Maria di Guisa, regina di Scozia, morta a Edimburgo, venne riportato in Francia e sepolto nella chiesa abbaziale. Sua figlia Maria Stuarda vi si ritirò dopo la morte (5 dicembre 1560) del marito, Francesco II, re di Francia, mentre sua zia, Renée de Lorraine, ne era la badessa. È da lì che partì per imbarcarsi definitivamente per la Scozia da Calais il 15 agosto 1561.
Aveva espresso il desiderio di essere sepolta a Saint-Pierre-les-Dames ma, dopo la sua ascesa al trono, suo figlio Giacomo VI di Scozia la fece trasferire nell'Abbazia di Westminster dove riposa a dieci metri dalla cugina Elisabetta.
Caterina di Lorena (1552-1596) fu sepolta nella chiesa abbaziale.

## Epoca contemporanea
La chiesa abbaziale fu distrutta durante la Rivoluzione per costruire l'attuale rue Marie-Stuart. Una nuova rue Saint-Pierre-les-Dames, aperta nel 1798, conduce a quella che oggi è Place Godinot, dedicata al canonico Godinot, già Place Saint-Pierre-les-Dames. Questa apertura distrusse l'edificio principale del palazzo abbaziale e i vasti giardini. Rimangono solo i due padiglioni angolari, oltre a parte degli edifici conventuali dove è insediata una filanda. Il padiglione ovest fu acquistato dalle suore della Congregazione Notre-Dame che vi istituirono una scuola (ora Collegio Cattolico privato di Notre-Dame). Tutte queste vestigia vennero distrutte dai bombardamenti tedeschi della prima guerra mondiale. Oggi non rimane nulla dell'antica abbazia di Saint-Pierre.
L'abbazia era situata a circa 300 metri a sud-est della Cattedrale di Reims.

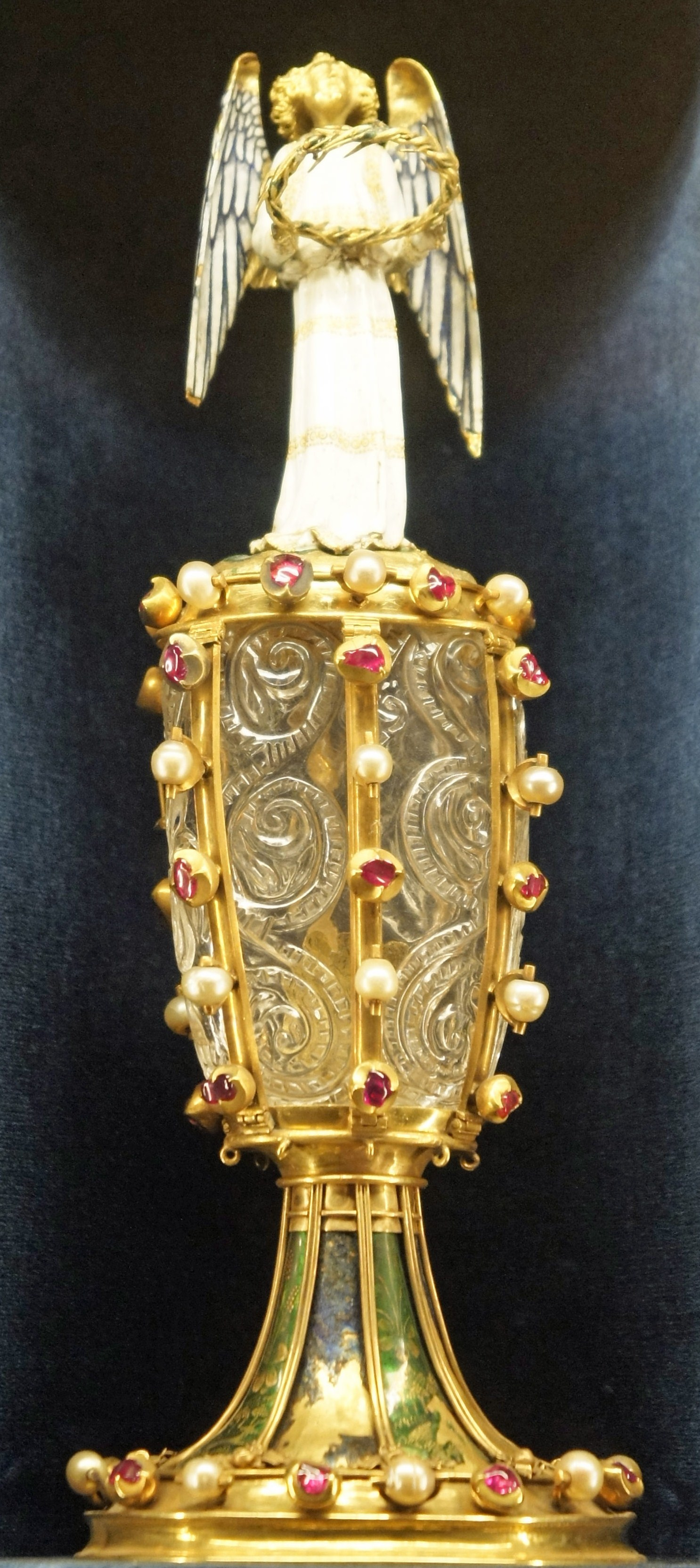
Reliquiario della Santa Spina
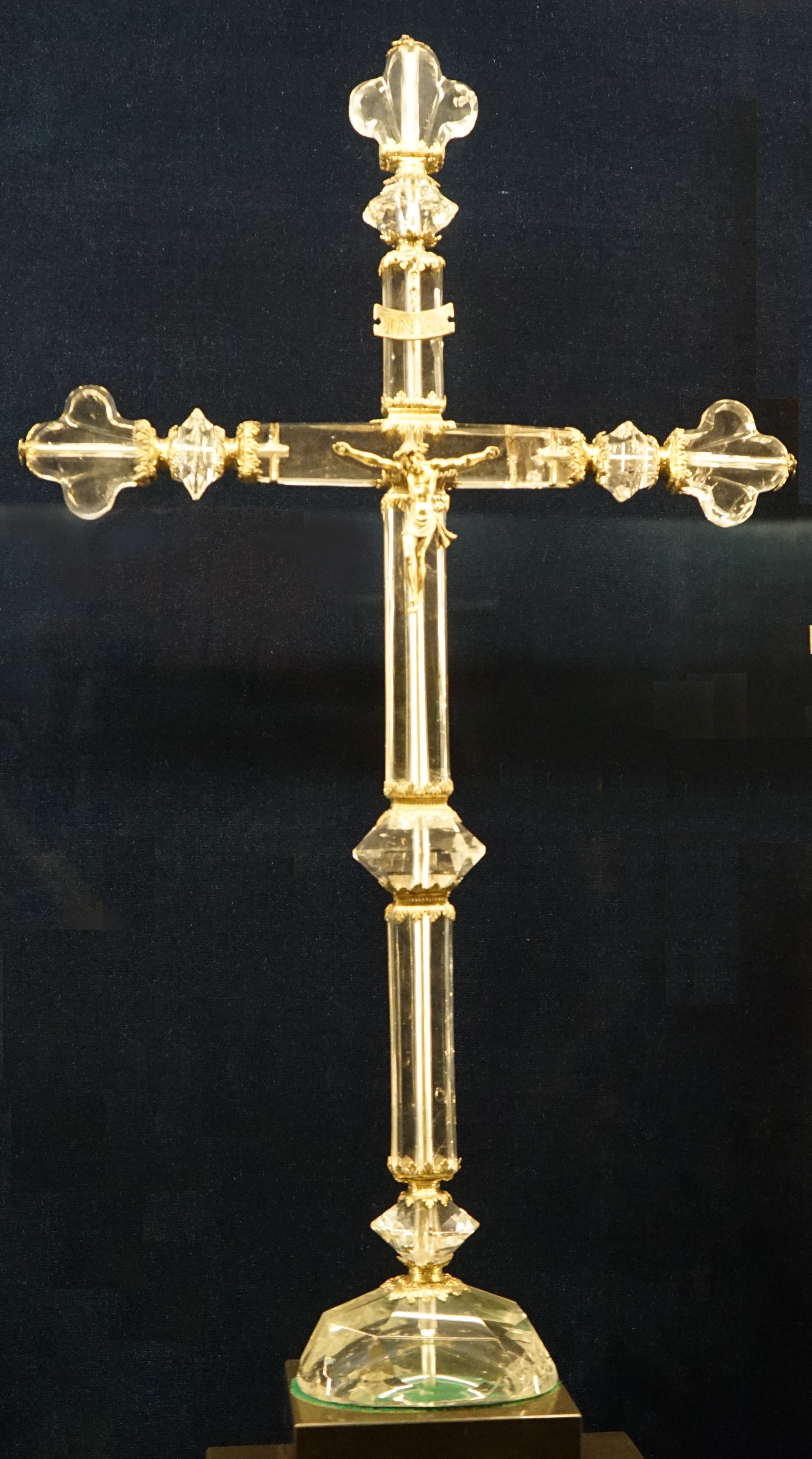
Croce di cristallo di rocca

Al Palazzo del Tau sono conservati due magnifici pezzi di oreficeria provenienti dal tesoro dell'abbazia: il reliquiario della Sacra Spina e una croce in cristallo di rocca offerti da Maria Stuarda alla zia Renée de Lorraine.

## Possedimenti
Fin dal Medioevo, l'abbazia ebbe una signoria a Hermonville, composta nel 1749 da 24 a 25 case sparse in luoghi diversi e mescolate con le altre signorie. La chiesa rientrava nell'ambito della sua giurisdizione, così come la piazza antistante e il cimitero e la casa padronale, a sinistra della chiesa .

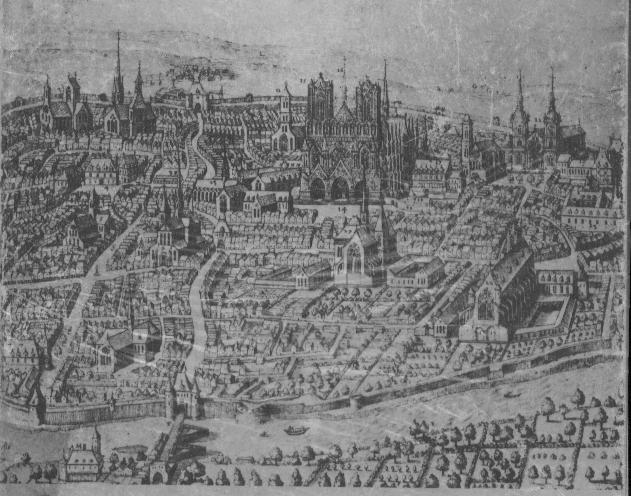
Reims nel XIV secolo, in alto a destra con le sue due torri, l'abbazia dietro la cattedrale.
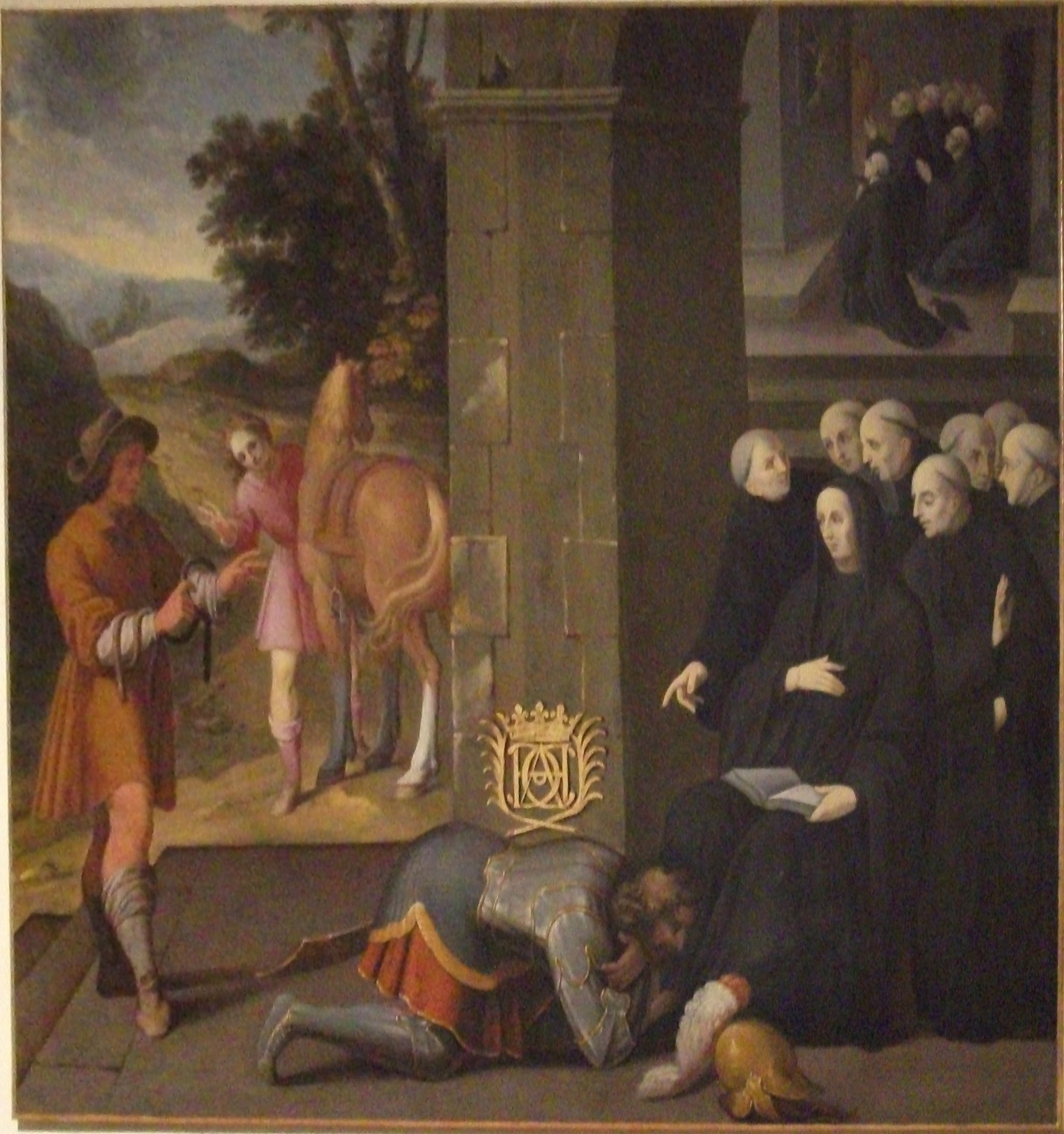
XVII secolo, I miracoli di San Benedetto a Mont Cassin, opera dell'abbazia. Reims, Museo Saint-Remi.
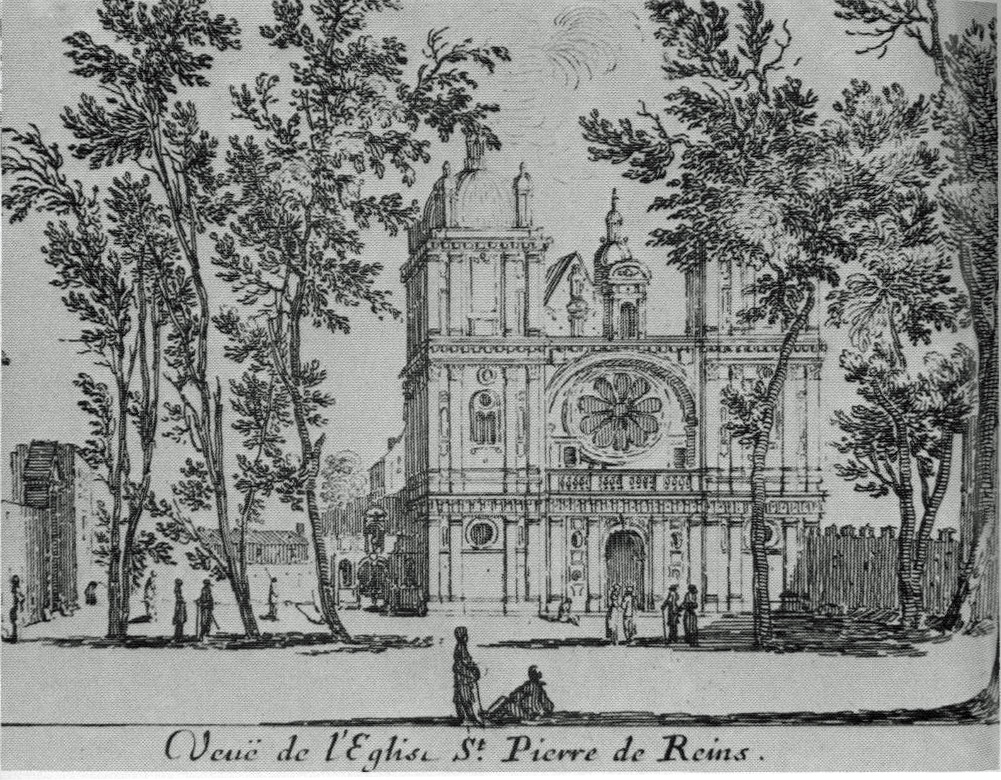
La chiesa di Saint-Pierre-les-Dames nel XIV secolo.
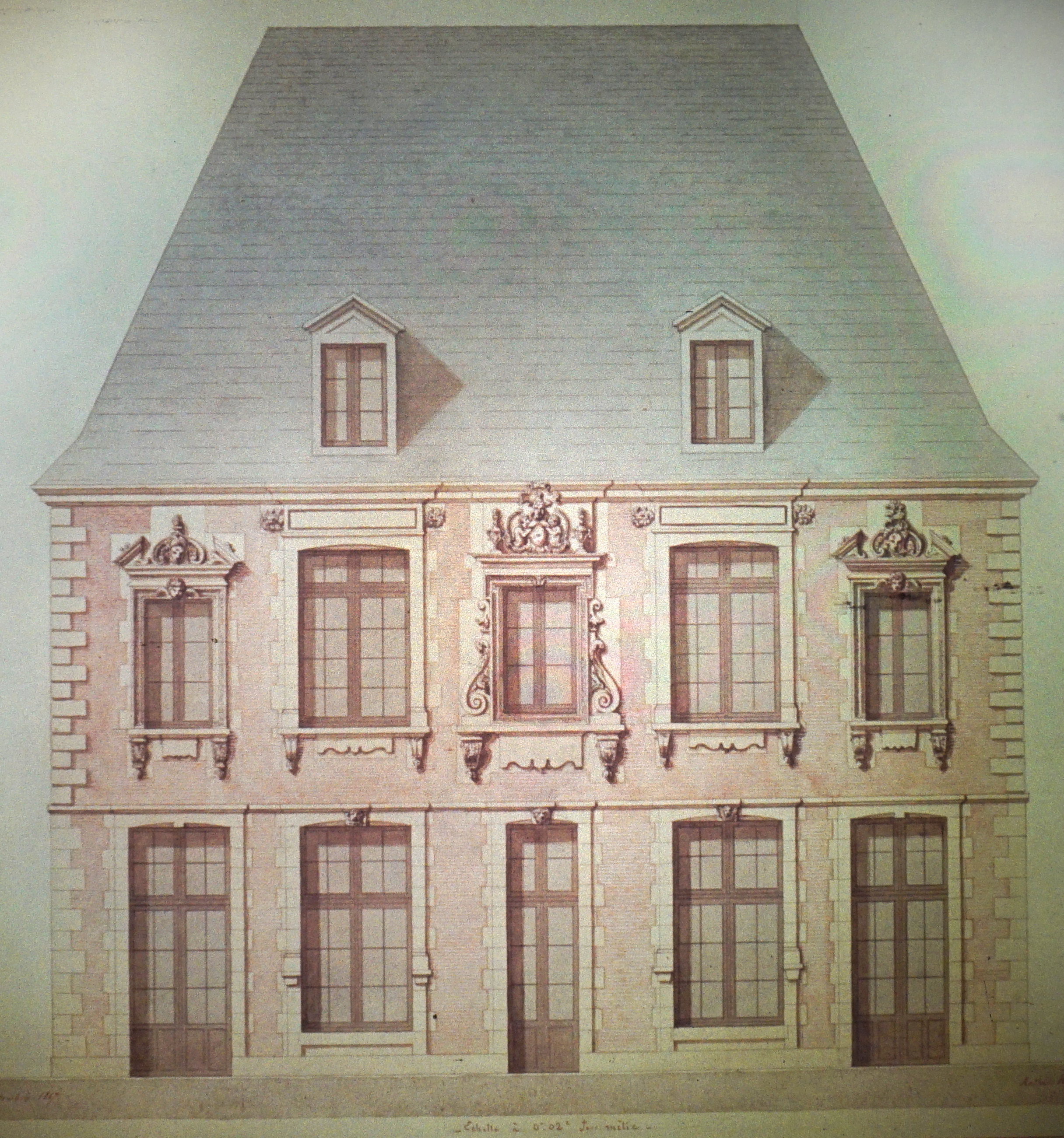
Un padiglione, disegno di Arthur Habran, Reims, Bibliothèque Carnegie.
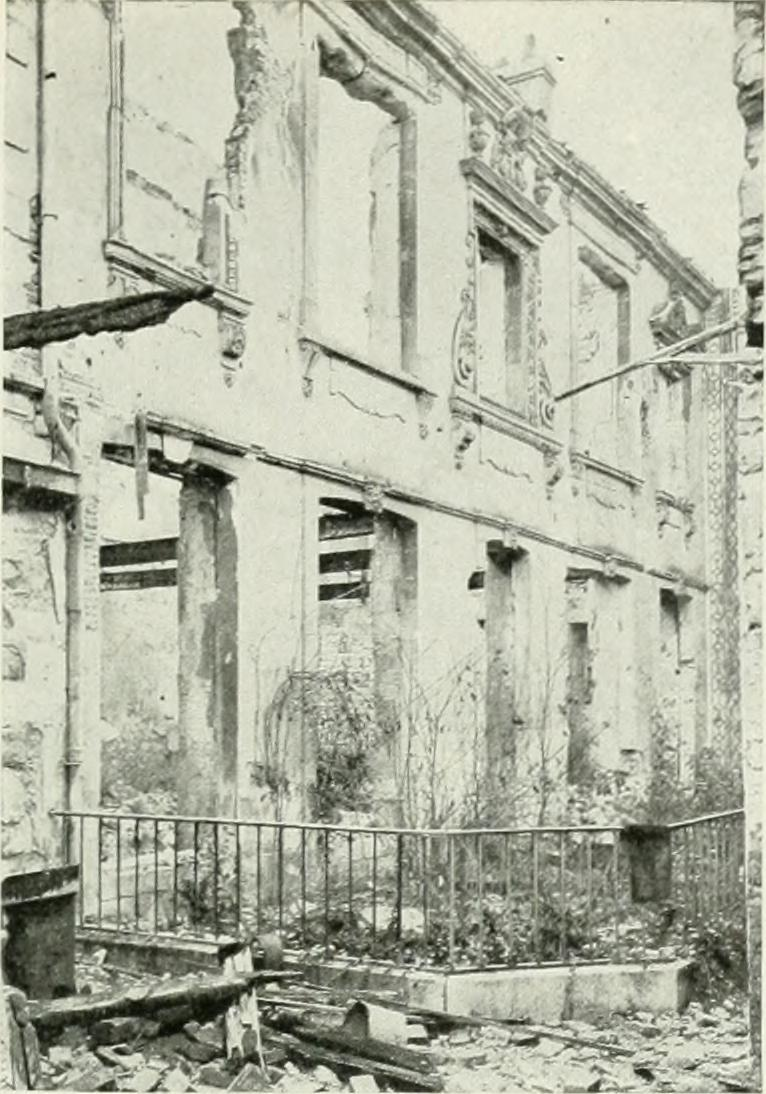
Ruderi dell'edificio alla fine della prima guerra mondiale.